# Complet (complexité)
En informatique théorique, et notamment en théorie de la complexité, un problème complet pour une classe de complexité est un problème de décision qui fait partie des problèmes les plus difficiles à résoudre de cette classe. En ce sens, il est un représentant de la classe. C'est une notion centrale en complexité. Elle permet notamment d'établir des inclusions entre les classes en ne considérant qu'un seul problème.

## Définition formelle
Un problème p est dit difficile pour une classe C pour un certain type de réduction s'il existe une réduction de ce type, depuis n'importe quel problème de la classe vers p. Il est complet pour la classe C, ou C-complet, s'il est difficile pour la classe C et appartient à C.

## Exemples
Le problème de la satisfiabilité des formules logiques (restreint à trois littéraux), 3-SAT est l'un des problèmes complets classiques de la classe NP.

## Propriétés
- Pour prouver qu'une classe C est contenue dans une classe C’, il suffit de démontrer qu'un problème C-complet appartient à la classe C’.
- En particulier, si un problème est complet pour deux classes de complexité C et C’, alors C=C’. Un exemple de ce principe est le théorème de Shamir, qui établit l'égalité IP = PSPACE, où IP est la classe des problèmes possédant une preuve interactive en temps polynomial.
- En général, les classes de complexité récursivement énumérables possèdent des problèmes complets connus. Il en est ainsi par exemple pour NP, co-NP, PLS (en) ou PPA.
- Pour certaines classes comme RP, ZPP ou BPP, on ne connaît pas de problème complet.
- Pour d'autres classes encore, on sait qu'il n'y a pas de problème complet. Par exemple, Michael Sipser a prouvé qu'il existe un langage M tel que la classe BPPM (c'est la classe BPP avec oracle M) ne possède pas de problème complet[1].